# Zompaquisoyan
Zompaquisoyan är en ort i Mexiko.   Den ligger i kommunen Hueytamalco och delstaten Puebla, i den sydöstra delen av landet, 200 km öster om huvudstaden Mexico City. Zompaquisoyan ligger 1 057 meter över havet och antalet invånare är 126.
Terrängen runt Zompaquisoyan är huvudsakligen kuperad, men västerut är den bergig. Runt Zompaquisoyan är det ganska tätbefolkat, med 160 invånare per kvadratkilometer. Närmaste större samhälle är Teziutlan, 13,5 km söder om Zompaquisoyan. I omgivningarna runt Zompaquisoyan växer i huvudsak städsegrön lövskog.